# Bandidus fuscus
Bandidus fuscus är en insektsart som beskrevs av Tim R. New 1985. Bandidus fuscus ingår i släktet Bandidus och familjen myrlejonsländor. Inga underarter finns listade i Catalogue of Life.

## Bildgalleri

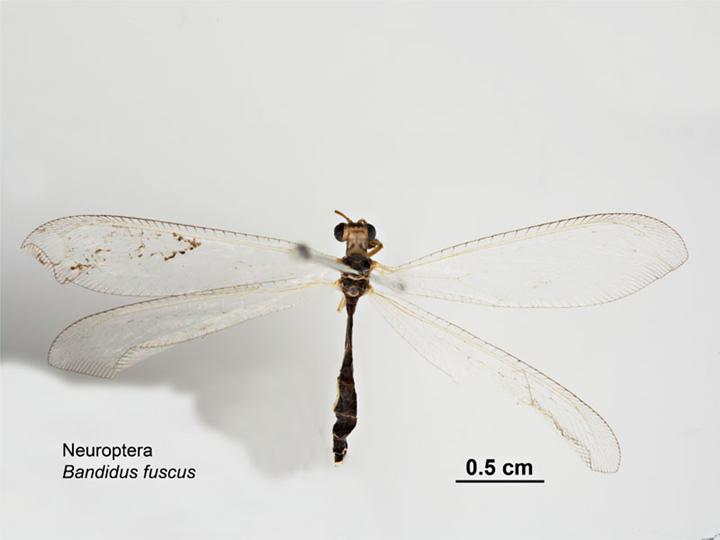